# Венера і Адоніс (Шекспір)
"Венера і Адоніс" (англ. Venus and Adonis) – еротична поема англійського драматурга Вільяма Шекспіра, написана в 1592-1593 роках. Вперше  опублікована в 1593 році. Сюжетно перегукується з «Метаморфозами» Овідія. Поема має складну калейдоскопічну структуру з використанням змінного тону і перспективи з метою відображення різних, протилежних один одному поглядів на сутність любові. За життя Шекспіра це був найпопулярніший із його друкованих творів.   Він часто згадується його сучасниками. На момент смерті автора вийшло не менше десяти видань поеми.

## Сюжет
Адоніс готується до полювання. Венера всіляко намагається спокусити його. Між ними розпалюється пристрасть, але Адоніс вважає, що він дуже молодий для любовних романів і йому цікавіше полювання. Незабаром Адоніс гине в нещасному випадку під час полювання. Еротичні пасажі «Венери та Адоніса» — найвідвертіші у всій шекспірівській творчості.

## Історичне коріння
У 1593 спалах бубонної чуми змусив владу Лондона закрити всі громадські театри. На той час Шекспір написав 5 п'єс і поступово ставав відомим драматургом. Оскільки театри не працювали, він почав писати поетичні твори, які присвятив Генрі Райотслі, 3-му графу Саутгемптону. 
У 1594 році Шекспір присвячує Райотслі «Венеру та Адоніса» і «Лукрецію». В той час у графа було важке фінансове становище, але можливо, що він все ж таки заплатив Шекспіру достатній гонорар, в результаті драматург став власником однієї дванадцятої частини театральної компанії та почав отримувати відсотки від усіх постановок трупи. Пізніше він знову повернувся до написання п'єс і відійшов від довгих віршів та поем. 

## Літературне коріння

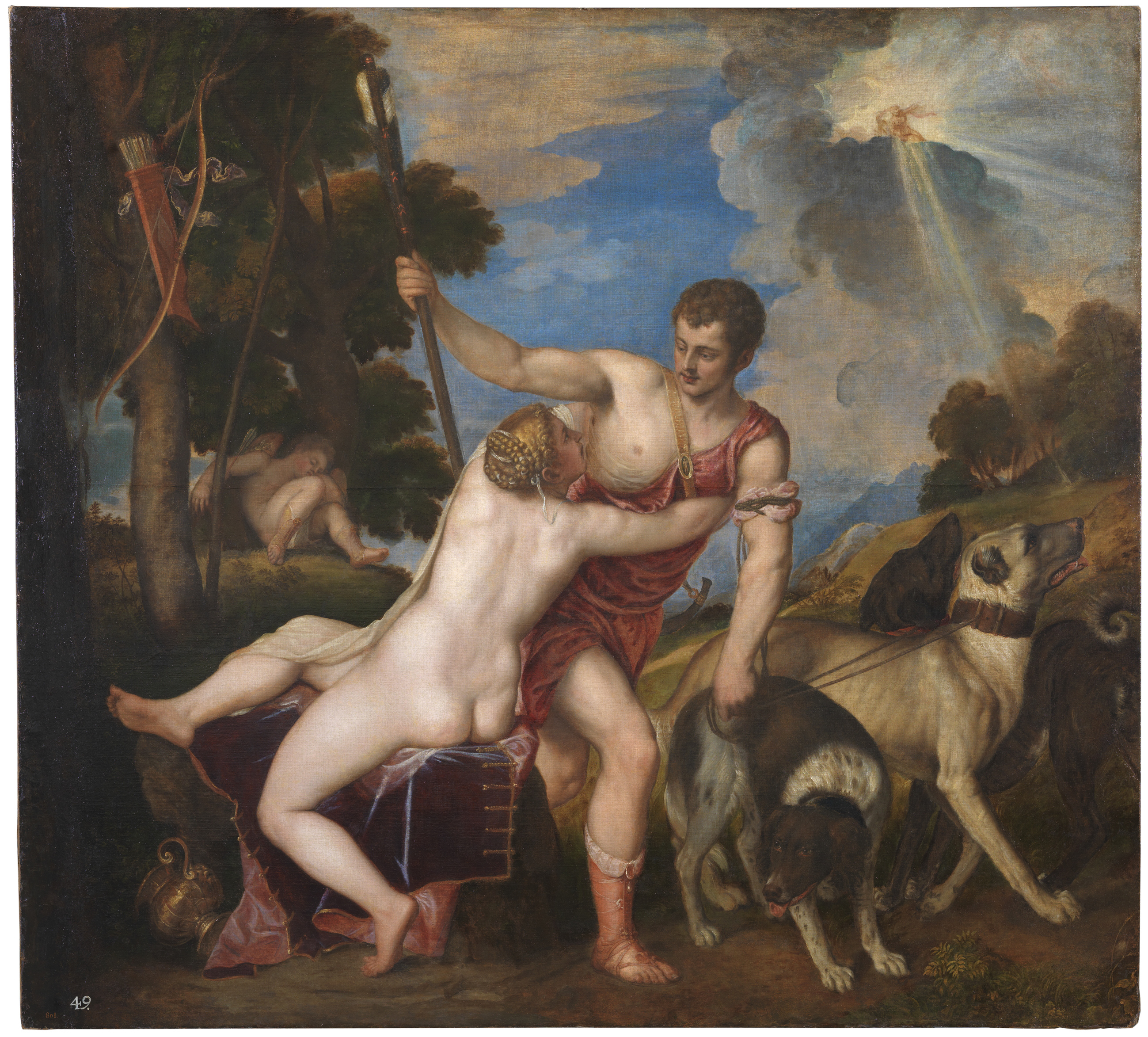
Тіціан «Венера та Адоніс»

Венера і Адоніс – герої "Метаморфоз" Овідія (книга 10). Овідій описав історію того, як Венера знайшла свого першого коханця серед смертних. Їхні стосунки тривали довгий час, богиня часто попереджала свого коханого про всілякі небезпеки полювання, у тому числі розповіла історію Аталанти та Меланіона. Та Адоніс був дуже захоплений полюванням і не слухав її порад, і одного разу під час полювання Адоніса вбив дикий вепр.
Шекспір написав поему з 1194 рядків. Його нововведення полягало у тому, що Адоніс відмовлявся від пропозицій Венери. Історик Ервін Панофський стверджує, що Шекспір не бачив картину Тіціана, де Адоніс залишає Венеру, що обіймає його. Однак у п'єсах Шекспіра, написаних раніше, вже були присутні цілеспрямовані героїні, що завойовували чоловіків («Два веронці»).
Інша інновація полягає в тому, що Шекспір використовував Арістотелеву єдність дії: дія відбувається в одному місці, триває з ранку до ранку і зосереджена на двох героях.